# Avaaz
Avaaz (Авааз — «голос» на фарсі) — міжнародна громадська організація лівої орієнтації та соціальна мережа, заснована у 2007 році  34-річним канадцем Рікеном Пателем. Avaaz просуває дії активістів з таких питань, як права людини, зміни клімату,  релігійні конфлікти та захист «палестинських біженців» від Ізраїлю. Організація активно займається збором підписів і розсиланням петицій по всьому світу.
Найбільшу популярність Avaaz має в лівих колах США, Франції, Німеччини, Великої Британії та Бразилії..
Avaaz заборонений у деяких країнах, включаючи Іран, Казахстан і Китай.

### Засновники
Авааз був задуманий і створений його нинішнім президентом і виконавчим директором Рікеном Пателем, громадянином США і Канади, який закінчив Оксфорд і Гарвард. Вперше до ідеї створення організації Патель звернувся у 2003 році після робочої поїздки з метою захисту прав людини в Сьєрра-Леоне та Афганістані.

### Організації-співзасновники
Письменник об'єднав зусилля 10 організацій, а також окремих людей, які склали команду, що заснувала у 2007 році Авааз. Серед організацій-співзасновників Авааз: Республіка, «спільнота фахівців у галузі державного управління, яка виступає за просування відповідального державного управління, громадянських цінностей і дорадчу демократію» і MoveOn.org, американська некомерційна організація, що виступає на захист інтересів суспільства і підтримувана Джорджем Соросом. Крім того, створення Авааз було підтримано ще двома організаціями-співзасновниками: Міжнародною профспілкою працівників громадського сектора Оксфам, а також австралійською некомерційною організацією з проведення громадських кампаній GetUp !

### Індивідуальні організатори
У число індивідуальних організаторів Авааз входять: Том Правда, колишній конгресмен від штату Вірджинія, Том Періелло, виконавчий директор MoveOn.org Елі Перізер, австралійський підприємець і громадський діяч Девід Медден, а також співзасновники сайту Purpose.com Джеремі Хеманс і Андреа Вудхаус. У виконавчу раду Авааз входять: Рікен Патель (президент), Том Правда (секретар), Елі Перізер (голова Ради) і Бен Брендзель (фінансовий директор).

### Керівництво
Президентом і виконавчим директором Авааз є Рікен Патель. Він народився в канадському місті Едмонтон, його мати - англійка, а батько - кенієць індійського походження. Патель навчався в школі, розташованій в резервації канадських індіанців, де зіткнувся з величезною соціальною нерівністю та громадськими конфліктами. Він займався вивченням політики, філософії та економіки в Бейлліол-Коледж Оксфордському університеті й був найкращим студентом на своєму курсі. У 1998 році він організував акції протесту проти плати за навчання. Патель отримав диплом магістра в галузі державного управління в Гарвардському університеті, де брав участь у протестних акціях за підвищення зарплати шкільним працівникам до рівня прожиткового мінімуму. Він працював на Міжнародну антикризову групу та інші міжнародні організації в різних країнах світу, включаючи Сьєрра-Леоне, Ліберії, Судані і Афганістані, де, за його словами «навчився тому, як можна посадити повстанські сили за стіл переговорів, таємно проводити спостереження за виборами, відновити віру народу в підірвану корупцією політичну систему і виявляти випадки маніпулювання діяльністю іноземних військ». У 2004 році Патель переїхав до США і працював добровольцем в MoveOn.org, де здобув навички використання онлайн-інструментів у активістській діяльності.